# Alessandro Ciaccio
Alessandro Ciaccio (Palermo, 29 ottobre 1818 – Palermo, 7 febbraio 1897) è stato un patriota italiano.

## Biografia
Figlio di Giuseppe Ciaccio e di Maria Anna Napoli, patriota come il più noto fratello minore Francesco Paolo. Prese parte alla rivoluzione siciliana del 1848 e l'anno dopo andò in esilio a Genova.
Fece parte della spedizione dei Mille (1860) con il grado di capitano.